# Lancia 12 cil V

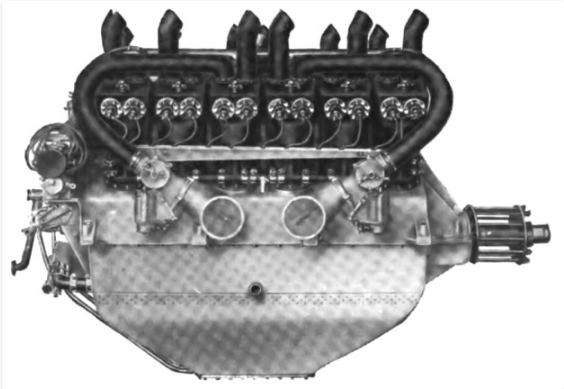
Lancia V-12 motore aeronautico vista dei carburatori simile come architettura a quello montato nello chassis

Nell'autunno 1919, ai Saloni di Parigi e di Londra, la Lancia espose uno superbo chassis munito di un motore con basamento fuso in blocco unico, a 12 cilindri a V stretto di notevole cilindrata (due versioni: una da cmc 7841,41 e l'altra da cmc 6031,86) con distribuzione a valvole in testa ed erogante una potenza che, nella cilindrata maggiore, pare raggiunga i 150 HP.
Interessante la genesi di questo prodotto Lancia: nel 1914-15, quasi in concomitanza con lo scoppio della prima guerra mondiale, la casa torinese fu costretta ad accantonare il progetto per un motore ad 8 cilindri a V che stava elaborando (brevettato comunque nel giugno 1915): l'idea del motore con cilindri a V venne ripresa nel 1918 e dette origine a due progetti (settembre 1918) relativi ad un 8 cilindri con apertura a V di 45° e ad un 12 cilindri con l'apertura a V di 30°, dal quale derivò, l'anno successivo, l'esemplare esposto ai Saloni di Parigi e Londra.
Nonostante i lusinghieri commenti della stampa specializzata, la 12 cilindri Lancia non ebbe seguito produttivo: motivi fiscali e la consapevolezza di dover fare i conti con un mercato nazionale ancora poco ricettivo per un prodotto dal costo verosimilmente proibitivo, indussero Vincenzo Lancia a desistere dalla produzione in serie di questo modello (il cui propulsore, peraltro, pare fosse affetto da seri problemi di carburazione).

## Caratteristiche tecniche
- Periodo produzione : chassis non prodotto in serie, esposto ai Saloni dell'automobile di Parigi e di Londra nell'autunno 1918
- Motore : anteriore, longitudinale, a 12 cilindri a V stretto (due bancate da 6 cilindri ciascuna disposte a V con angolo di 20º); cilindri fusi in un solo blocco con testata unica, alesaggio mm 80, corsa mm 130, cilindrata totale cm³ 7841,41; versione alternativa con alesaggio di mm 80 e corsa di mm 100, per una cilindrata complessiva di 6031,86 cm³; distribuzione a valvole in testa (2 valvole per cilindro) comandate tramite un singolo albero a camme azionato da un albero verticale con 24 bilancieri; albero motore con supporti per ogni biella e rotante su 4 supporti di banco; potenza massima indicativa CV 150 ad oltre 2.200 giri/minuto; alimentazione a gravità, con carburatore orizzontale Zenith; accensione con candele inclinate di 45º; lubrificazione forzata, con pompa azionata direttamente dall'albero motore; raffreddamento ad acqua
- Trasmissione: trazione sulle ruote posteriori; frizione pluridisco a secco; cambio (fissato al blocco-motore) a 3 rapporti più retromarcia con comando a leva centrale;
- Sospensioni: anteriormente ad assale rigido e balestre longitudinali, posteriormente ad assale rigido con due balestre cantilever, due balestre monofoglia longitudinali semiellittiche (due pezzi da 1/4 d'ellisse interconnessi) e due cavi d'acciaio unenti l'assale e l'estremità delle balestre cantilever
- Sterzo: posizione guida a destra;
- Telaio: in acciaio, a longheroni e traverse; motore montato direttamente sul telaio
- Prestazioni: velocità massima (stimata) km/h 150 (con il motore da 7,8 litri)
- Prezzo: non comunicato, neppure indicativamente